# Кубок Казахстана по футболу среди женщин 2021
Кубок Казахстана по футболу среди женщин 2021 года — четырнадцатый розыгрыш кубка. Финальный матч прошёл 14 апреля 2021 года.

## Формат турнира
Турнир проводился в два этапа. На первом этапе 6 команд — участниц турнира были разбиты на две группы (А, В) по 3 команды в каждой. Соревнования первого этапа проводились по круговой системе.
На втором этапе команды, занявшие в своих группах 1-е и 2-е места выходили в полуфинал, а две команды занявшие последние места в группе разыгрывали 5-место. Но команда ОСДЮСШ №2 из Актобе не явилась на соревнование .

## Групповой этап
| Условные цветовые обозначения     |
| --------------------------------- |
| Команды, прошедшие в полуфинал    |
| Команды, не прошедшие в полуфинал |

### Группа А

#### Таблица
| М | Команда       | И | В | Н | П | Мячи  | ± | О |
| - | ------------- | - | - | - | - | ----- | - | - |
| 1 | БИИК-Казыгурт | 0 | 0 | 0 | 0 | 0 − 0 | 0 | 0 |
| 2 | СДЮСШОР №8    | 0 | 0 | 0 | 0 | 0 − 0 | 0 | 0 |
| 3 | ОСДЮСШ №2     | 0 | 0 | 0 | 0 | 0 − 0 | 0 | 0 |

И — игры, В — выигрыши, Н — ничьи, П — проигрыши, Мячи — забитые и пропущенные голы, ± — разница голов, О — очки

### Группа B

#### Таблица
| М | Команда       | И | В | Н | П | Мячи  | ±  | О |
| - | ------------- | - | - | - | - | ----- | -- | - |
| 1 | Окжетпес      | 2 | 1 | 1 | 0 | 3 − 1 | +2 | 4 |
| 2 | Томирис-Туран | 2 | 1 | 0 | 1 | 5 − 3 | +2 | 3 |
| 3 | Кызыл-Жар     | 2 | 0 | 1 | 1 | 2 − 6 | −4 | 1 |

И — игры, В — выигрыши, Н — ничьи, П — проигрыши, Мячи — забитые и пропущенные голы, ± — разница голов, О — очки

### Матч за 5-е место
10.04.2021 Отменен

### 1/2 финала
11.04.2021 БИИК-Казыгурт 2 - 0  Томирис-Туран

11.04.2021 Окжетпес 2 - 0  СДЮСШОР №8

### Матч за 3-е место
13.04.2021 Томирис-Туран 3 - 0 СДЮСШОР №8

### Финал
| БИИК-Казыгурт                 | 3:0 | Окжетпес |
| ----------------------------- | --- | -------- |
| Кундананджи 4, Габелия 62, 69 |     |          |